# Coracina fortis
El oruguero de Buru (Coracina fortis) es una especie de ave paseriforme de la familia Campephagidae endémica de Indonesia.

## Descripción
Mide alrededor de 35,5 cm de largo. Su plumaje es principalmente de color gris, algo más claro en las partes inferiores, con la cola y las primarias negruzcas, al igual que el pico y las patas. Los machos tienen la zona del lorum, la barbilla y alrededor de los ojos negra y la parte inferior de la cola blanquecina. En cambio las hembras tienen el lorum gris oscuro y la parte inferior de la cola blanca.

## Distribución
Se encuentra únicamente en las selvas de la isla de Buru, en el suroeste de las Molucas. Está amenazado por la pérdida de hábitat.